# Гімадієва Венера Фарітівна
Венера Фаритовна Гімадієва (нар.. 28 травня 1984, Казань) — російська оперна співачка (сопрано), солістка Великого театру (2011—2017). Лауреат Премії Президента РФ (2012) і театральної премії «Золота маска» (2014). Член Громадської ради у Фонді «Озеро Байкал».

## Біографія і кар'єра
Венера Гімадієва народилася в Казані (Татарстан) в родині військового та вчительки математики. У 2003 році вона закінчила Казанське музичне училище [Архівовано 24 травня 2018 у Wayback Machine.] по класу хорового диригування. З 2004-го по 2009-й роки Венера навчалася в Санкт-Петербурзькій консерваторії імені Римського-Корсакова на відділенні оперного співу, в класі професора Світлани Володимирівни Горенкової.
У 2008-му році Венера була запрошена на посаду солістки до Санкт-Петербурзької опери під керівництвом Ю. І. Александрова. Саме там відбулися її дебюти в таких партіях, як Лючія (Гаетано Доніцетті «Лючія ді Ламмермур»), Джільда (Джузеппе Верді «Ріголетто»), Люція (Бенджамін Бріттен «Наруга Лукреції»).
У 2009-му році Венера Гімадієва була прийнята до Молодіжної програми [Архівовано 24 травня 2018 у Wayback Machine.] Державного Великого театру Росії під керівництвом професора Д. Ю. Вдовіна, і після її закінчення в 2011-му році стала провідною солісткою Великого театру.
Її ролі у Великому театрі включають Джильду в «Ріголетто», Марту в «Царській нареченій» Миколи Римського-Корсакова, Аміну в новій постановці «Сомнамбули» Вінченцо Белліні, яка отримала премію «Золота маска» в 2014 році.
Венера отримала популярність однією з найбільш багатообіцяючих лірико-колоратурним сопрано в Європі. Її виступ у ролі Віолетти в «Травіаті» на оперному фестивалі в Глайндборні (Велика Британія) в 2014 році було зустрінуте сенсаційними відгуками критиків. Англійська The Guardian описувала її дебют як «захоплюючий»: «Вона співачка з величезною харизмою, від неї не відведеш погляду, її голос має хвилюючим спектром з особливою якістю її піано, яке змушує очікувати кожної ноти. Незабутній, зворушливий дебют у Глайндборні».
Сезон 2015—2016 років приніс Гімадієвій не тільки перший виступ у США на майданчику Hollywood Bowl, де вона виконала «Травіату» з Лос-Анджелеським філармонічним оркестром, але і дебют у Королівському оперному театрі «Ковент-Гарден» (Лондон) у тій же ролі. У тому ж сезоні вона виступила у титульній ролі в «Лючії ді Ламмермур» у Ліможі, Реймсі та Руані у Франції. В ролі Джульєтти в «Капулетті і Монтеккі» Белліні в Німецькій опері в Берліні та Ельвіри в «Пуританах» Театро Реал [Архівовано 23 травня 2018 у Wayback Machine.] у Мадриді.
У репертуарі співачки такі ролі, як Віолетта у «Травіаті», поставленої Франческою Замбелло [Архівовано 18 травня 2018 у Wayback Machine.], Снігуронька в однойменній опері Микооли Римського-Корсакова, райський птах Сірін у «Сказанні про невидимий град Кітеж» і Серпіна в опері Джовані Перголезі «Служниця-пані»; Джульєтта в «Ромео і Джульєтта» Шарля Гуно, яку вона виконала у партнерстві з Хуаном Дієго Флоресом; Норіна у «Дон Паскуале» Гаетано Доніцетті. Вона також виконала роль Шемаханської цариці в «Золотому півнику» у постановці Кирила Серебреннікова з диригентом Василем Синайським.

## Дебюти
- 2009 — Церемонія відкриття Театру Націй Миронов Євген Віталійович Євгена Миронова
- 2012 — Фестиваль «Казанська осінь» під керуванням А. Сладковського, в дуеті з Роберто Аланією
- 2012 — Угорський державний оперний театр
- 2012 — BBC Proms, Альберт-хол, Лондон
- 2013 — Міжнародний оперний фестиваль у Савонлінна
- 2014 — Ла Феніче, Венеція
- 2014 — Оперний фестиваль в Глайндборне, Велика Британія
- 2014 — Опера Бастилії, Париж
- 2014 — VII Фестиваль Гранда Ліма [Архівовано 23 березня 2021 у Wayback Machine.], Перу
- 2015 — Театро Реал [Архівовано 23 травня 2018 у Wayback Machine.], Мадрид
- 2015 — Hollywood Bowl, США
- 2015 — СНІД Гала, Німецька опера, Берлін
- 2016 — Королівський оперний театр «Ковент-Гарден», Лондон
- 2016 — Дрезденська державна опера, Німеччина
- 2016 — Ла Монне, Брюссель
- 2016 — Виступи з Хосе Каррерасом у його прощальному турне «Життя в музиці[9]» по Німеччині
- 2017 — Цюрихський оперний театр, Швейцарія, спільно з Нелло Санті [Архівовано 15 травня 2018 у Wayback Machine.]

## Нагороди та премії
- 2008 — Лауреат конкурсу імені Римського-Корсакова, Санкт-Петербург, 3-я премія та приз глядацьких симпатій
- 2009 — Конкурс оперних виконавців Competizione dell'opera, Дрезден, диплом
- 2010 — Міжнародний конкурс ім. Ф. В. Шаляпіна «Голоси над Плесом», Плесо, 1-я премія
- 2011 — Лауреат премії президента Російської Федерації для молодих діячів культури — за видатну виконавську майстерність, що збагачує і розвиває традиції вітчизняної вокальної школи[10].
- 2012 — Номінована на премію «Золота маска» за кращу жіночу роль у виставі «Золотий півник» у постановці Кирила Серебренникова
- 2014 — Лауреат премії «Золота маска» — за кращу жіночу роль[11].
- 2015 — Конкурс оперних виконавців Paris Opera Competition[12], [Архівовано 10 березня 2021 у Wayback Machine.] Париж, 2-я премія

## Записи
2014 — DVD «Травіата», записаний на Глайндборнському оперному фестивалі, Opus Arte [Архівовано 5 листопада 2012 у Wayback Machine.]